# Fall Tyskland
Fall Tyskland var ett militärt begrepp som användes av den svenska försvarsledningen i krigsplaneringen inför och under andra världskriget. "Fall Tyskland" var ett av de två krigsfall som ÖB Olof Thörnell och generalstaben (senare Försvarsstaben) tyckte var troliga, det andra var "Fall Ryssland". Fall Tyskland innebar, som namnet anntyder, att det förelåg stor risk för en tysk invasion av Sverige. 

## Fall Tyskland i 1939 års allmänna försvarsplan
I 1939 års allmänna försvarsplan skulle, om Fall Tyskland blev aktuellt, merparten av fälthären - fyra arméfördelningar och 1. kavalleribrigaden (senare 8. motorbrigaden) - flyttas till Sydsverige där de skulle bilda 1. armékåren. Den femte och återstående arméfördelningen, VI. arméfördelningen, skulle omvandlas till ÖB:s reserv i närheten av Hallsberg, redo att sättas in mot en eventuell invasion nära Göteborg/Ostkusten.

## Fall Tyskland i 1940 års allmänna försvarsplan

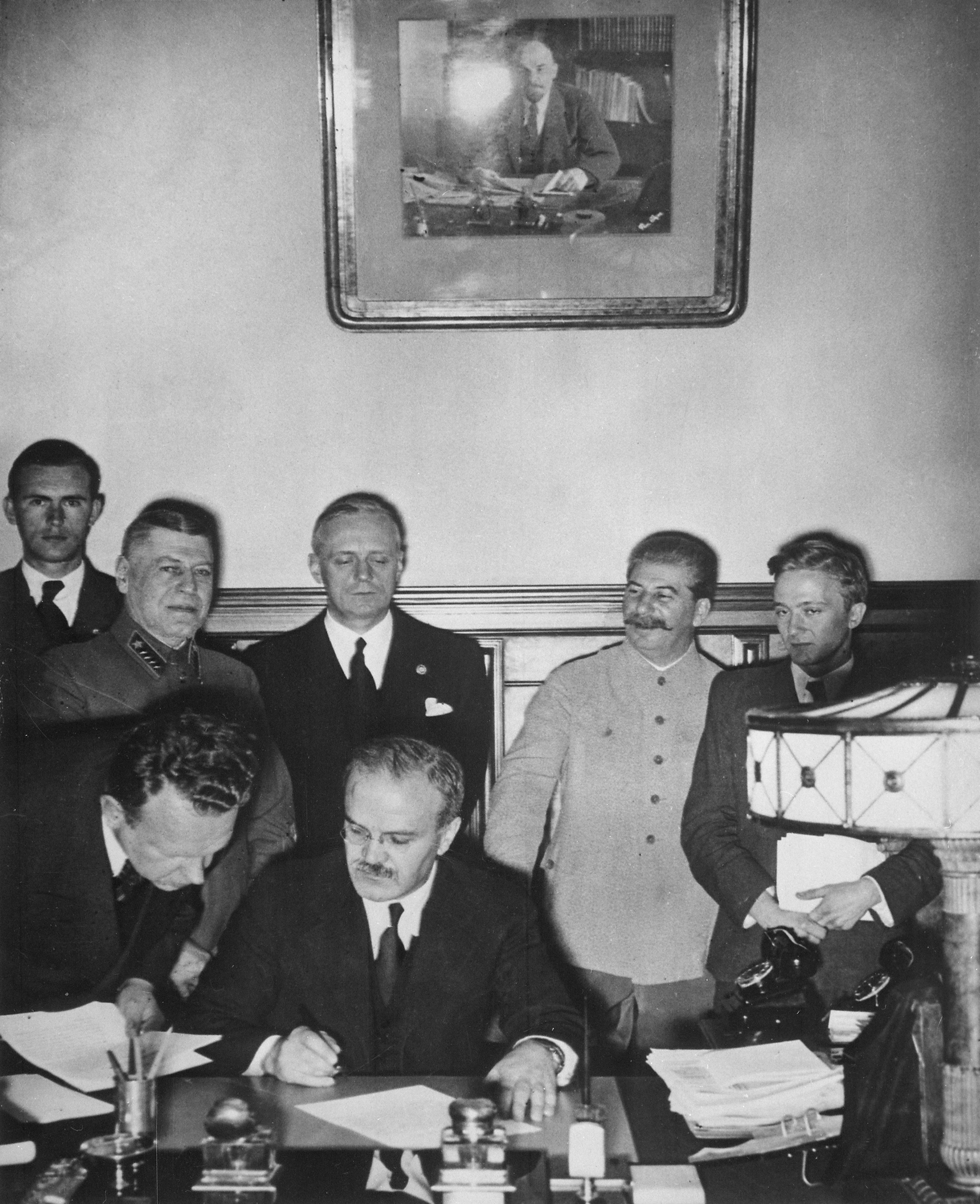
Molotov–Ribbentrop-pakten förändrade den svenska krigsplaneringen över en natt

I och med Molotov–Ribbentrop-pakten 1939 kullkastades den svenska krigsplaneringen, då man tidigare hade förutsatt att "Fall Tyskland" och "Fall Ryssland" inte skulle kunna inträffa samtidigt. I samband med vinterkrigets  utbrott 1940 mobiliserades också 2. armékåren med två arméfördelningar för "Fall Ryssland". Nu återstod endast tre arméfördelningar för "Fall Tyskland" som man fortfarande inte kunde räkna bort. Man planerade nu att 1. arméfördelningen, som var belägen i Skåne skulle gruppera sig där samt fatta posto mot öresund. Även III. arméfördelningen avdelades detta parti medan IV. arméfördelningen försvarade östra Skåne.

## 9 aprilkrisen

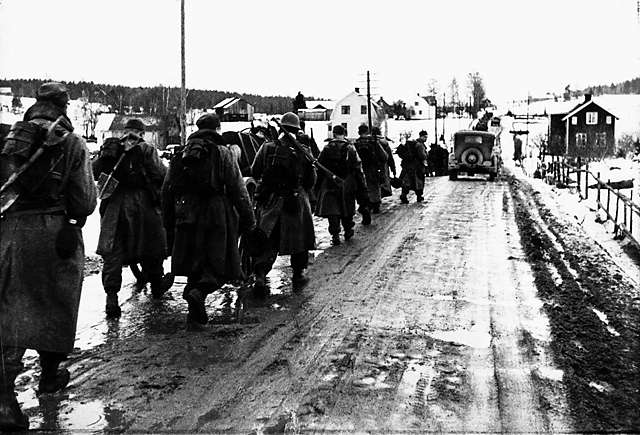
Svenska soldater på väg till norska gränsen vid 9 aprilkrisen som en del av Fall Tyskland

När Tyskland invaderade Norge och Danmark den 9 april 1940 var man tvungen att snabbt organisera ett försvar i enlighet med Fall Tyskland. Då man hade demobiliserat den norrländska 2. armékåren efter slutet av vinterkriget, så man fick helt enkelt mobilisera den igen. Nu förlades den i västra Sverige där den skulle slå tillbaka ett invasionsförsök mot Göteborg. 1. armékåren var i stort sett oförändrad med undantag att den förstärktes av 1. kavalleribrigaden.

## Fall Tyskland i 1943 års allmänna försvarsplan
Efter 9 aprilkrisen ändrades planen för fall Tyskland flera gånger. Bland annat 1943 då 1. armékåren omorganiserades till 3. armékåren med I. arméfördelningen och XI. arméfördelningen samt Smålands grenadjärkår (I 7). 2. armékåren blev då 1. armékåren och omfattades av IV. arméfördelningen, XII. arméfördelningen, XIII. arméfördelningen samt XV. arméfördelningen. Två andra arméfördelningar, II. arméfördelningen och XV. arméfördelningen, organiserades var för sig i olika delar av norra Sverige.